# جيش الجمهورية الإسلامية الإيرانية
جيش الجمهورية الإسلامية في إيران (بالفارسية: ارتش جمهوری اسلامی ایران) هو أحد أجزاء القوات المسلحة الإيرانية ويتكون من أربعة فروع:، القوة البرية، القوة البحرية، القوات الجوية، مقر خاتم الأنبياء للدفاع الجوي.
يشكل جيش الجمهورية الإسلامية مع حرس الثورة الإسلامية وقوات الشرطة للجمهورية الإسلامية، القوات المسلحة الإيرانية.

## أهداف
كما جاء في قانون جيش الجمهورية الإسلامية، الأهداف العسكرية للجمهورية الإسلامية، هي:
1. الحفاظ على نظام الجمهورية الإسلامية واستقلاله ووحدة أراضيه.
2. الحفاظ علی المصالح الوطنية للجمهورية الإسلامية خارج أراضي البلاد، في بحر قزوين والخليج العربي وخليج عمان والأنهار والمناجم.
3. مساعدة الدول المسلمة أو المستضعفة غيرالمعارضة للإسلام من أجل الدفاع عن الأراضي المعرّضة للتهديد أو احتلال القوات المتجاوزة، بناء علی طلب هذه الدول.[3]

## القادة
| منصب                                                 | اسم                      | الصورة | من الفترة      |
| ---------------------------------------------------- | ------------------------ | ------ | -------------- |
| القائد العام لجيش الجمهورية الإسلامية الإيرانية      | اللواء أمير حاتمي        |        | 13 يونيو 2025  |
| نائب القائد العام لجيش الجمهورية الاسلامية الإيرانية | العميد محمد حسين دادرس   |        | 5 نوفمبر 2017  |
| قائد القوة البرية لجيش الجمهورية الإسلامية الإيرانية | العميد كيومرث حيدري      |        | 19 نوفمبر 2016 |
| قائد القوة البحرية لجيش الجمهورية الإسلامية          | العميد حسين خانزادي      |        | 5 نوفمبر 2017  |
| قائد القوة الجوية لجيش الجمهورية الإسلامية           | العميد عزيز نصير زاده    |        | 19 أغسطس 2018  |
| قائد مقر خاتم الأنبياء للدفاع الجوي                  | العميد علي رضا صباحي فرد |        | 29 مايو 2018   |

## يوم جيش الجمهورية الإسلامية
في يوم 18 أبريل لكل عام، الذي يسمّی في إيران ب«يوم جيش الجمهورية الإسلامية»، تستعرض إيران إنجازاتها العسكرية لتعلن عن إنجازات جديدة في منظومتها العسكرية.
تحتفل إيران کل عام، بيوم الجيش باستعراض عسكرى، يتم فيه عرض وحدات الجيش المختلفة والأسلحة ومنظومات الصواريخ المختلفة، كما يتم عرض صواريخ قصيرة، ومتوسطة وبعيدة المدی، وكذلك المقاتلات وسائر الأدوات والأسلحة للجيش خلال هذا الإستعراض.کما شهد العرض عام 2015 عملية تزود المقاتلات بالوقود جوا من طائرة 747، وكذلك تحليق أنواع من المقاتلات والقاصفات التابعة للقوة الجوية للجيش الإيرانى، حيث حلقت طائرات من طراز «أف14 و4 و5» و«صاعقة» المحلية وميج 29 وسوخوى 24 في سماء طهران. وشمل العرض الجوى تزود طائرات من طراز أف 14 و4 و5 بالوقود من طائرة التزود 747، بجانب عملية مماثلة بين طائرات سوخوى.

## معرض الصور
وفي التالي يمکن مشاهدة بعض الإنجازات العسکرية لجيش الجمهورية الإسلامية التي تستخدم في مختلف المناورات:

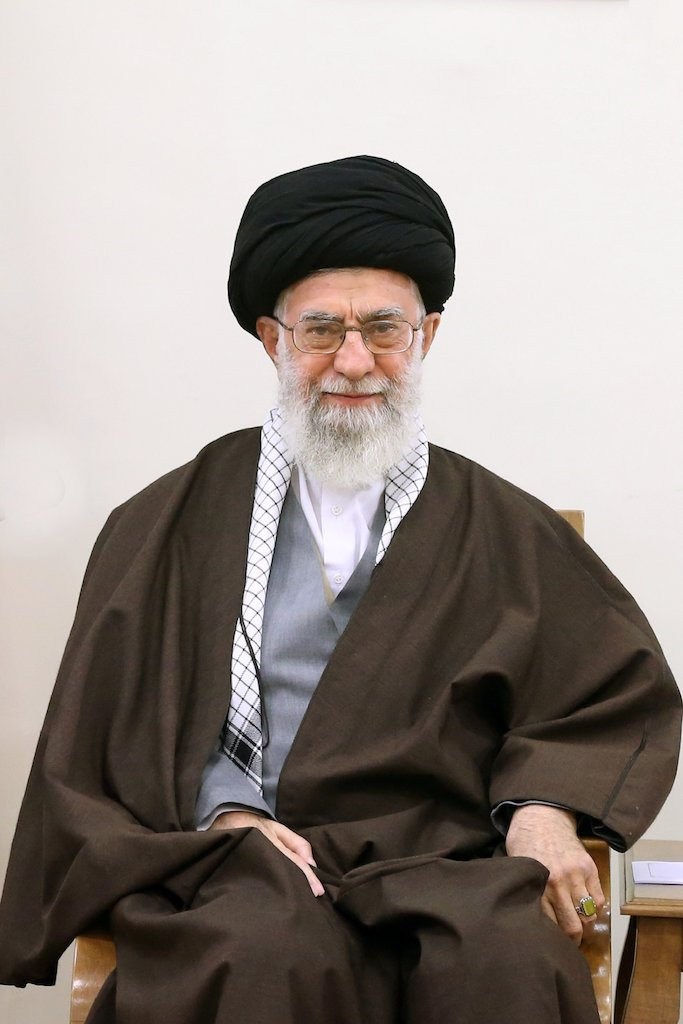
سيد علي خامنئي القائد العام للقوات المسلحة الإيرانية.
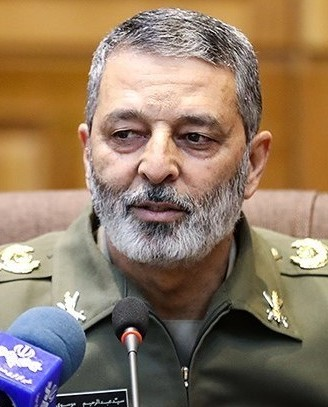
اللواء عبد الرحيم الموسوي القائد العام لجيش الجمهورية الإسلامية الإيرانية.
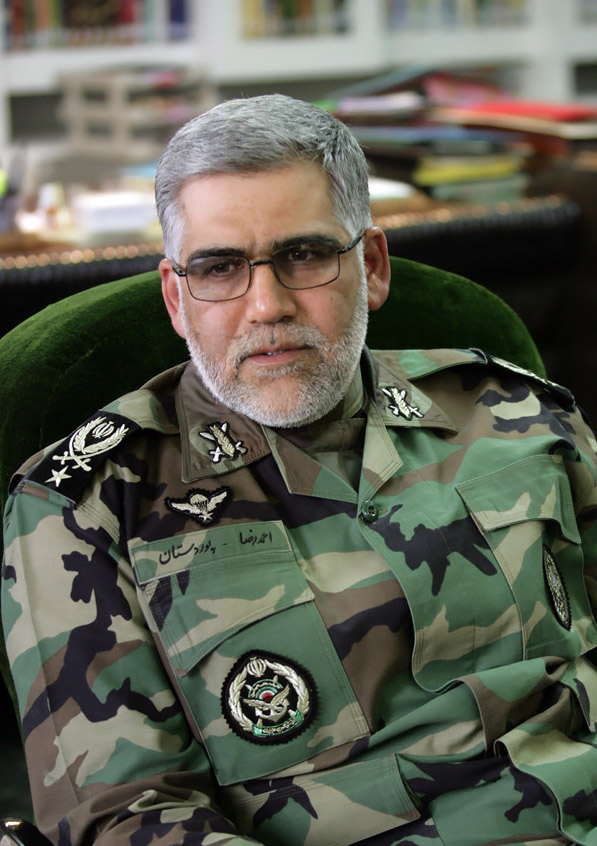
العميد أحمد رضا بوردستان قائد القوة البرية لجيش الجمهورية الإسلامية.
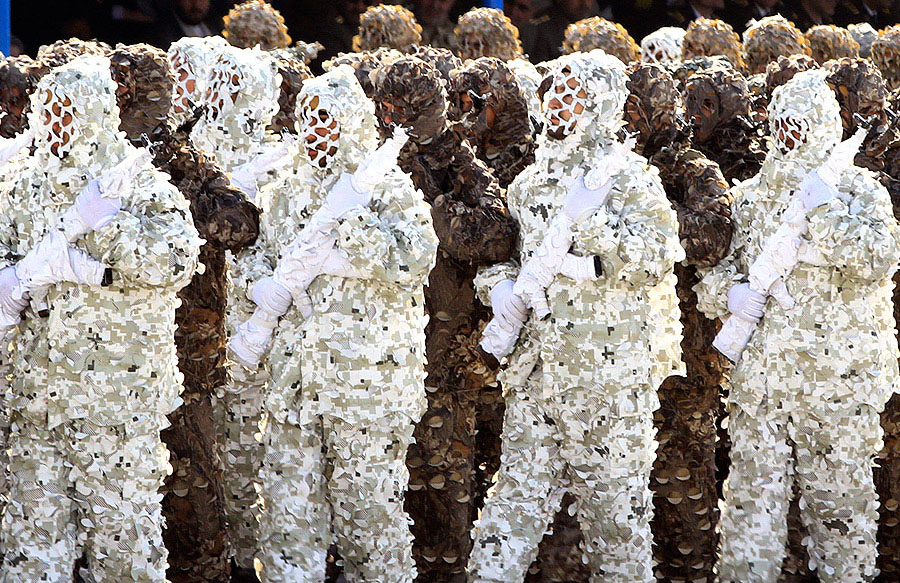
القوات البرية للجيش في الدعاوى التمويه.
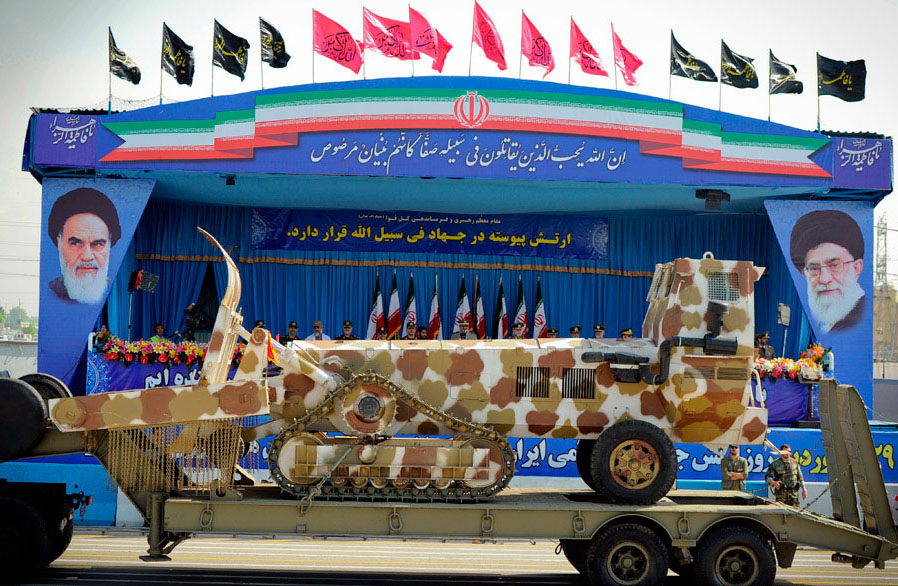
سيارة إزالة الألغام للجيش الإيراني أمام أعلى القادة الكبار من القوات المسلحة الإيرانية للجمهورية الإسلامية خلال يوم الجيش الإيراني.
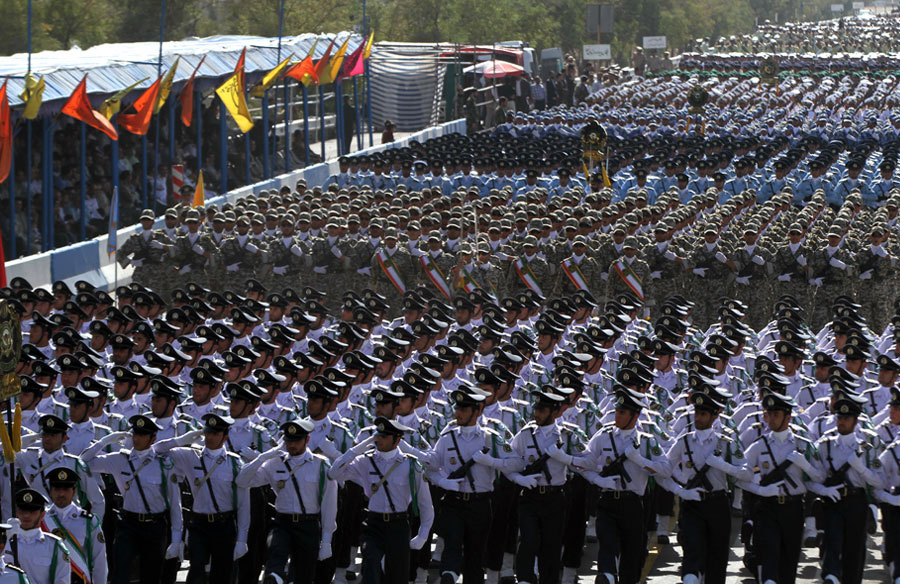
عدة من جنود الجيش الإيراني في العرض العسکري بمناسبة أسبوع الدفاع المقدس.
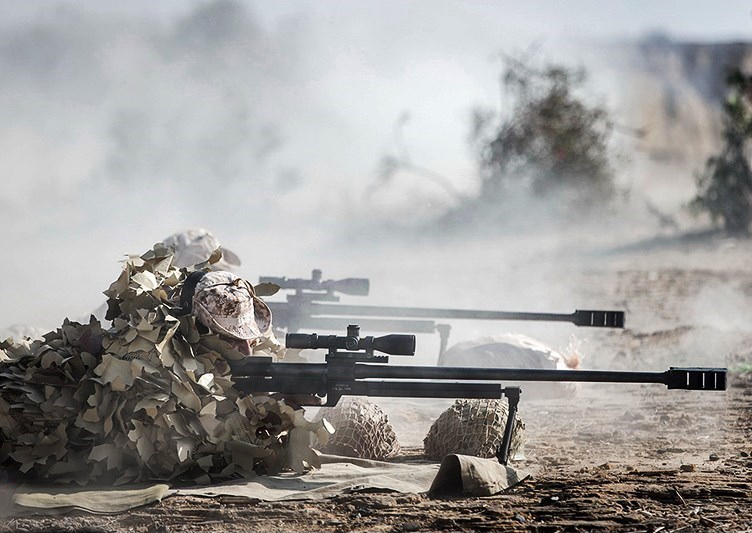
قناص صياد.
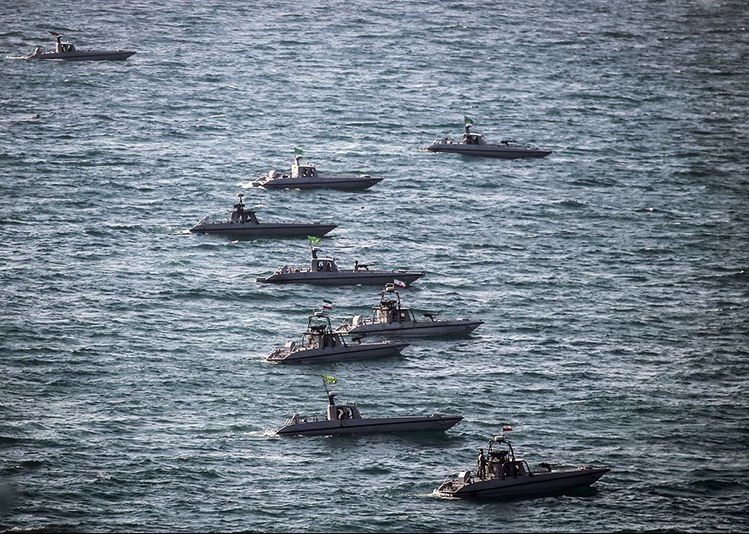
القوارب السريعة للجيش.
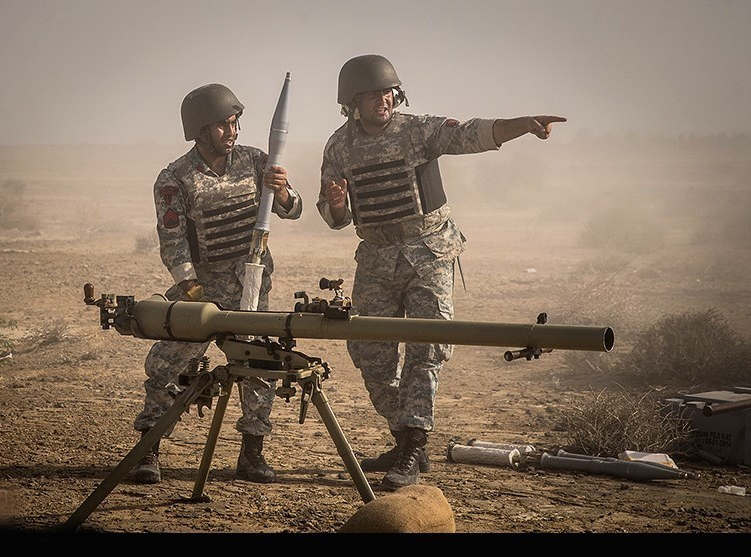
استخدام راجمات الصواريخ في مناورات الولاية 94.
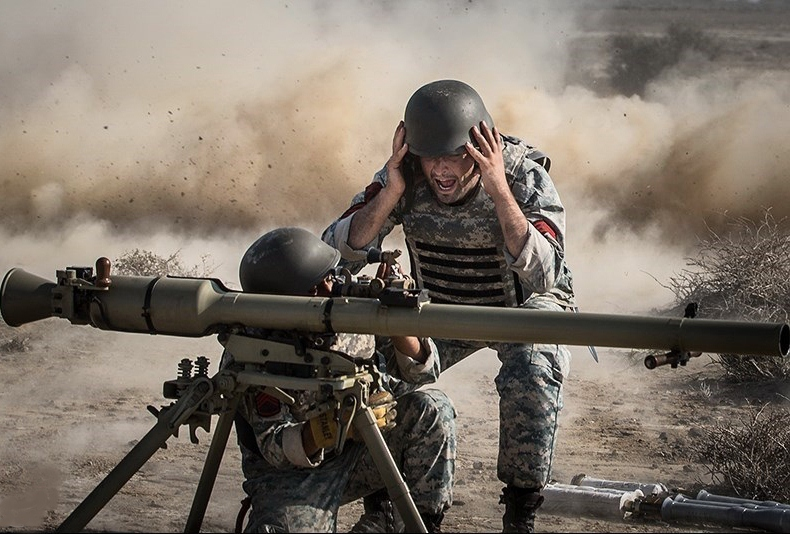
استخدام مختلف راجمات الصواريخ في مناورات الولاية 94.
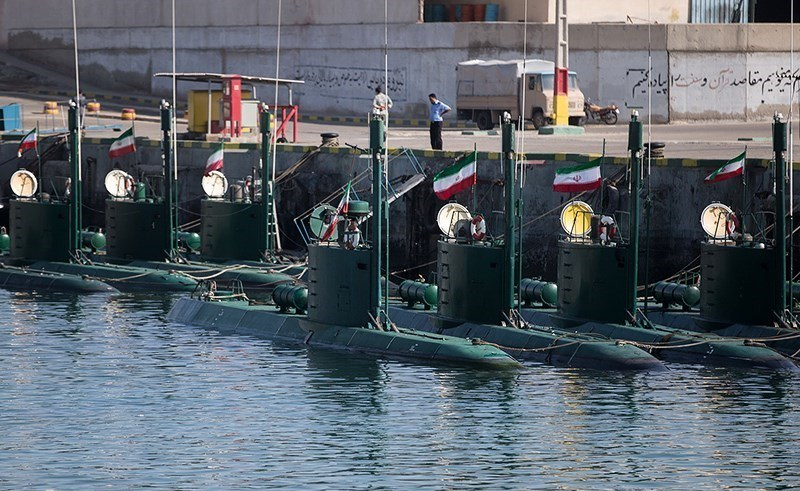
غواصة غدير للجيش في مناورات الولاية 94.
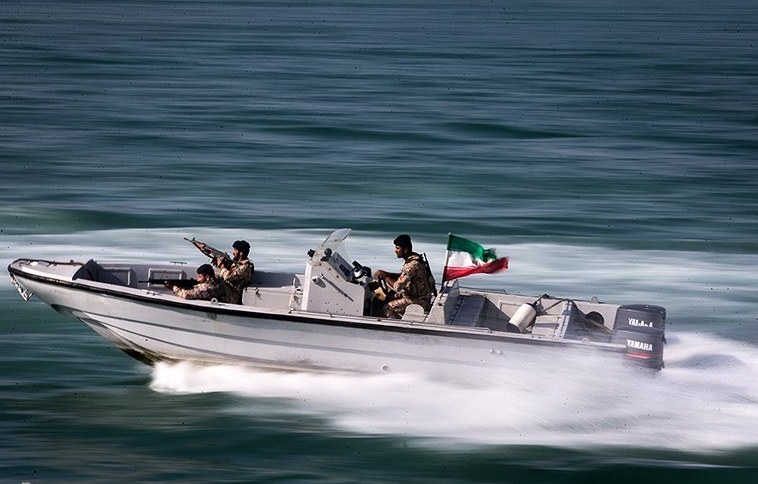
القوارب السريعة.
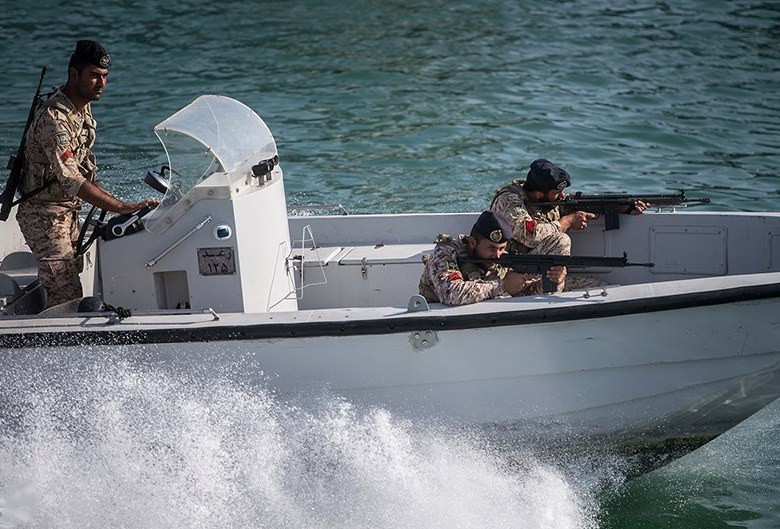
جنود الجيش الإيراني في القوارب السريعة.
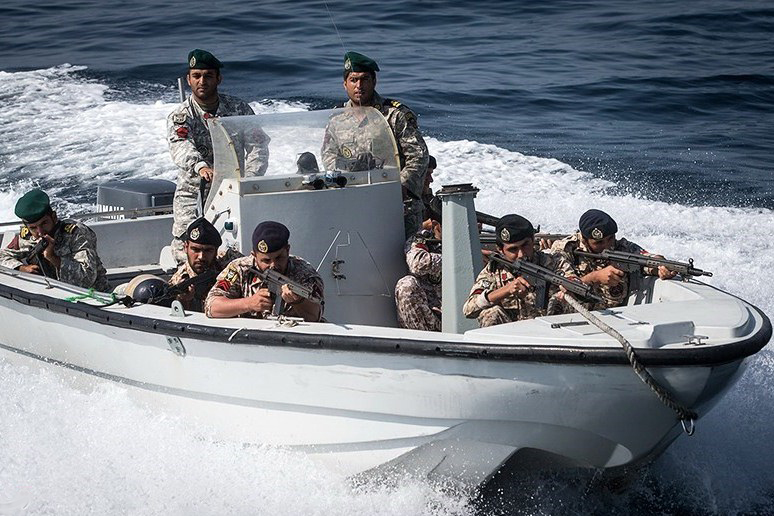
جنود الجيش الإيراني في القوارب السريعة.
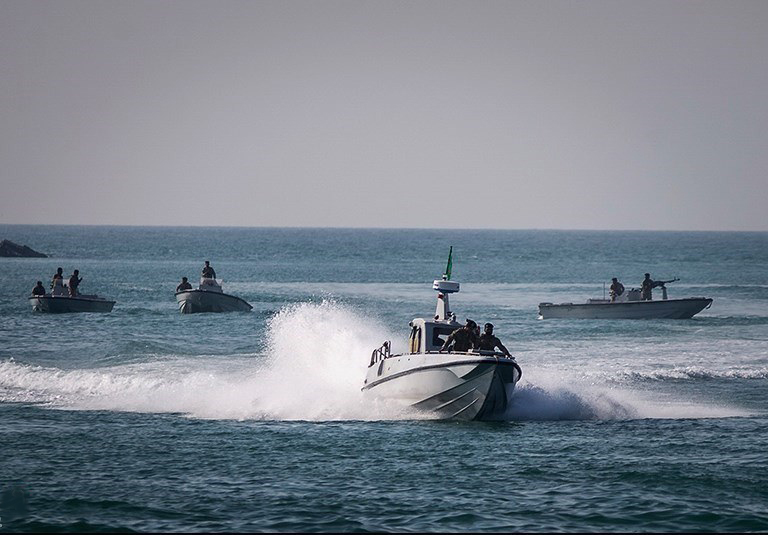
القوارب السريعة في المناورات.
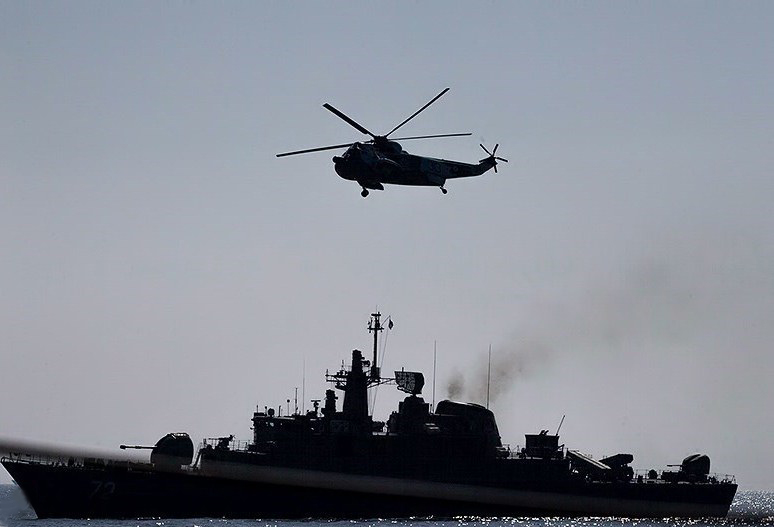
مدمرة جماران ومروحية للجيش الإيراني.
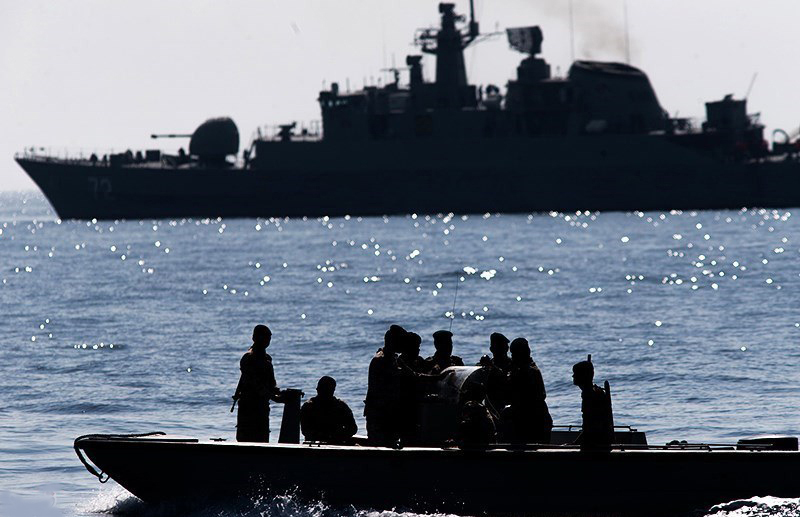
مدمرة جماران والقارب السريع في المناورات.
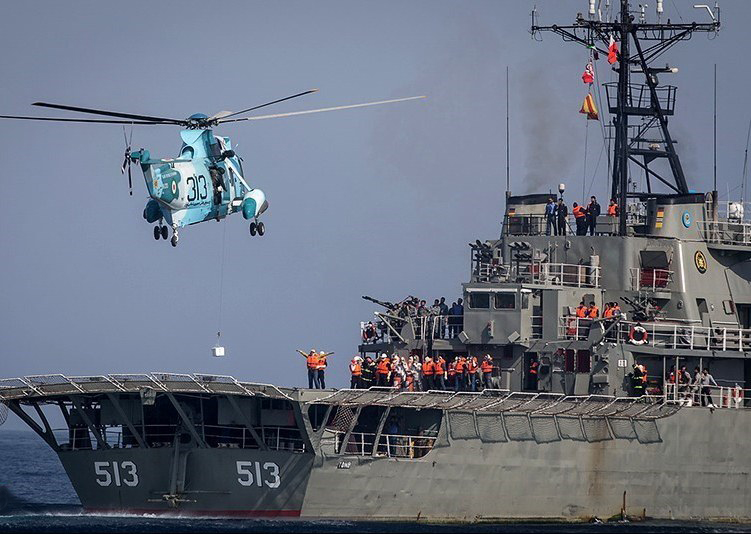
حاملة طائرات ومروحية للجيش الإيراني
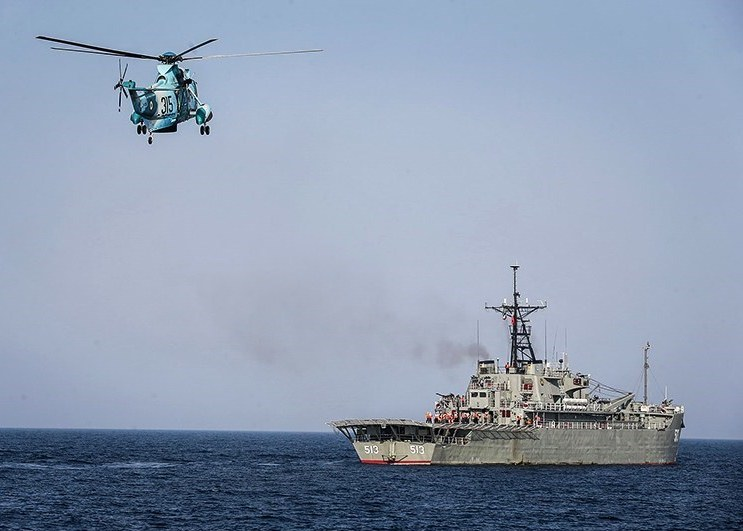
حاملة طائرات ومروحية للجيش الإيراني
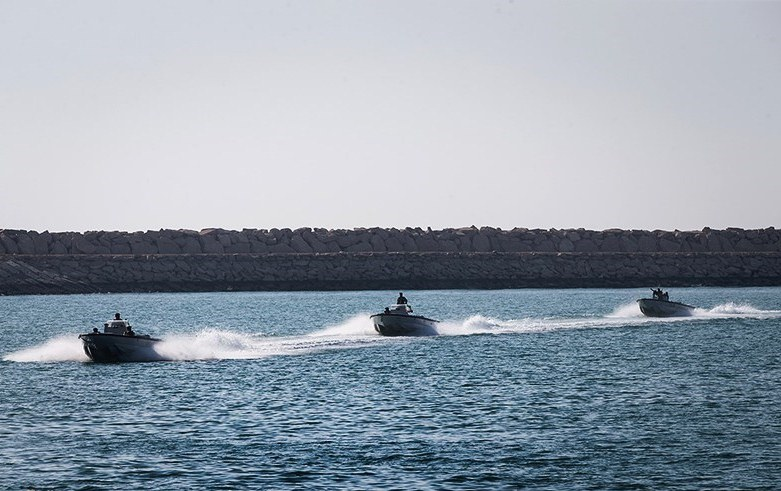
القوارب السريعة للجيش في مناورات الولاية 94.
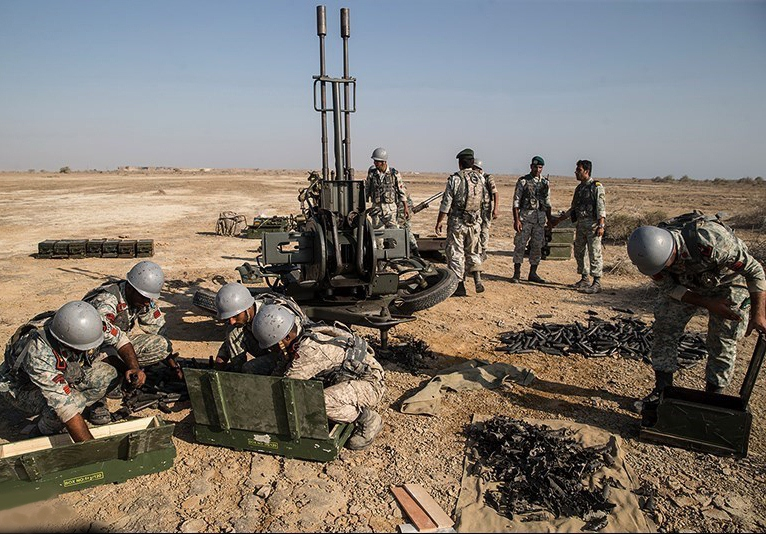
مدفعية مضادة للطائرات.